# Џорџово језеро
Џорџово језеро сe налази у Уганди. Чини део система Афричких великих језера, али се несматра за једно од великих језера. Има максималну дужину од 20 километра, максималну ширину од 18 километра, и површину од 250 квадратних километра. Налази се на 914 метра надморске висине, има максималну дубину од 7 метра, и запремину од 0,8 километра кубних. Као и друга језера у региону име је добило по члану Британке краљевске породице, у овом случају принцу Џорџу. На југозападу отиче у Едвардово језеро преко канала Казинга.